# Hans Reissner
Pour les articles homonymes, voir Reissner.
Hans Jacob Reissner (né le 18 janvier 1874 à Berlin; mort le 2 octobre 1967 à Colton) est un ingénieur, mathématicien et physicien allemand.

## Biographie
Reissner fit ses études d'ingénieur à Berlin et sortit diplômé en 1897 de l’université technique de Berlin. L’année suivante, il partit aux États-Unis où il travailla pendant un an comme dessinateur-projeteur. De retour en Allemagne, il étudia la physique avec Max Planck à l’université Humboldt de Berlin. De 1900 à 1902, il compléta sa formation dans les sciences de l'ingénieur à l’université technique de Berlin sous la direction de Heinrich Müller-Breslau et soutint un mémoire sur les vibrations des structures en treillis. Il devint professeur associé de la Hochschule, où il travailla entre autres pour Ferdinand von Zeppelin au calcul de l’ossature des aéronefs. 
En 1904, une bourse lui permit d'aller aux États-Unis pour un voyage d'étude sur les applications de l'acier à la construction. À son retour en Allemagne, en 1906, il se voyait offrir un poste de professeur de mécanique à l’université technique d’Aix-la-Chapelle. Il se consacra à la toute nouvelle technologie de l'aéronautique, avec ses problèmes de stabilité et de manœuvrabilité des aéronefs ; il créa l’Aerodynamische Institut. Il résumait son domaine de recherche comme les « questions scientifiques liées à la technique du vol. » C'est à cette époque qu'il noua des contacts avec le physicien Arnold Sommerfeld. Reissner s'intéressait également à la poussée des terres.
Le 6 juin 1906, il se maria avec Josefine Reichenberger. Le couple devait avoir quatre enfants : Max Erich (qui deviendra célèbre comme théoricien de l'élasticité sous le nom américanisé d’Eric Reissner), Edgar Wilhelm, Dorothea Gertrud (Thea) et Eva Sabine.
En avril 1909, il fit faire à son premier avion, un grand biplan à ossature d'acier, plusieurs vols de plus de 100 m de sur la lande du Brand près d’Aix-la-Chapelle à une altitude de 4 à 6 m. À l'automne, il mit à l'essai un monoplan à plan canard, c'est-à-dire avec une aile portante à l'arrière montés sur un axe, supportant un aileron de gouverne, la voile de Reissner ; ce monoplan prit les airs en 1912 ; le pilote d'essai était le Suisse Robert Gsell. Nouveauté supplémentaire, Reissner préféra à la voilure en tissu courante à l'époque, des ailes en tôle ondulée allégée fournies par son collègue Hugo Junkers. De ce point de vue, on peut regarder ce monoplan comme le premier aéroplane entièrement en métal.
Les initiatives prises par Reissner à la Technische Hochschule d’Aix-la-Chapelle pour promouvoir le sport aérien, l'aéromodélisme, les inventions dans le domaine de l'aérotechnique, les manifestations ouvertes au grand public ainsi que la coordination d'une ligne moyen-courrier d'Aix-la-Chapelle à Berlin se soldèrent le 12 mars 1911 par la création de l'association aixoise d'aéronautique. Cette institution reçut l’appui de quatre sociétés savantes : la délégation rhénane de l'association des ingénieurs allemands (de), la Gesellschaft für Erdkunde, l'association des sciences naturelles d'Aix-la-Chapelle et la société Électrotechnique ; en outre, 76 personnalités, dont les professeurs Junkers, Hertwig, Frentzen, Wallichs, Polis, Rötscher, le pionnier de l'aviation Erich Lochner, le bourgmestre en exercice Veltmann, des représentants du gouvernement, des officiers comptèrent au nombre des signataires des premiers statuts. L'association accueillit d'emblée plus de 170 membres et Reissner en fut élu le premier président.
En 1913 il fut invité à occuper la chaire de mathématiques de l’université technique de Berlin. Au cours de la première guerre mondiale, il calcula l’ossature du Zeppelin-Staaken géant et s'intéressa à la théorie des hélices orientables. Ses recherches militaires furent récompensées de la croix de fer de 2e classe à titre civil. Simultanément, il examinait les conséquences de la théorie de la relativité. Il publia en 1916 un article intitulé « Sur la gravitation propre au champ électrique d'après la théorie d'Einstein » (Über die Eigengravitation des elektrischen Feldes nach der Einsteinschen Theorie), où il donnait la solution de l’équation d'Einstein qui correspond à un trou noir chargé électriquement. Un calcul similaire parut en 1918 sous la plume de Gunnar Nordström. Cette métrique de Reissner-Nordström se déduit directement des équations de Maxwell et forme la base de la géométrodynamique quantique. Ces recherches en physique théorique mirent Reissner en contact avec Erwin Schrödinger.
En 1929 il fit connaissance du motoriste Moritz Straus, propriétaire de la Société des Moteurs Argus et des constructions automobiles Horch. Lorsqu'en 1935, Reissner fut contraint par les nazis, du fait de ses origines juives, de partir à la retraite. Il entra comme conseiller scientifique de la Cie des Moteurs Argus et fit construire les premiers modèles d’hélice orientable, dont il avait étudié le principe depuis le début des années 1930. Et lorsqu'en 1938 Straus fut à son tour contraint, dans le cadre de l’aryanisation, de céder les Argus-Werke, Reissner émigra aux États-Unis. Là, il accomplit une seconde carrière, enseignant de 1938 à 1944 à l’Institut de technologie de l'Illinois. Il termina sa carrière d'enseignant à l'Institut polytechnique de Brooklyn, d'où il prit sa retraite définitive en 1954.
Son fils Eric Reissner fut professeur de mécanique au MIT.

## Source
- (de) Cet article est partiellement ou en totalité issu de l’article de Wikipédia en allemand intitulé « Hans Jacob Reissner » (voir la liste des auteurs).